# Philippe Djian

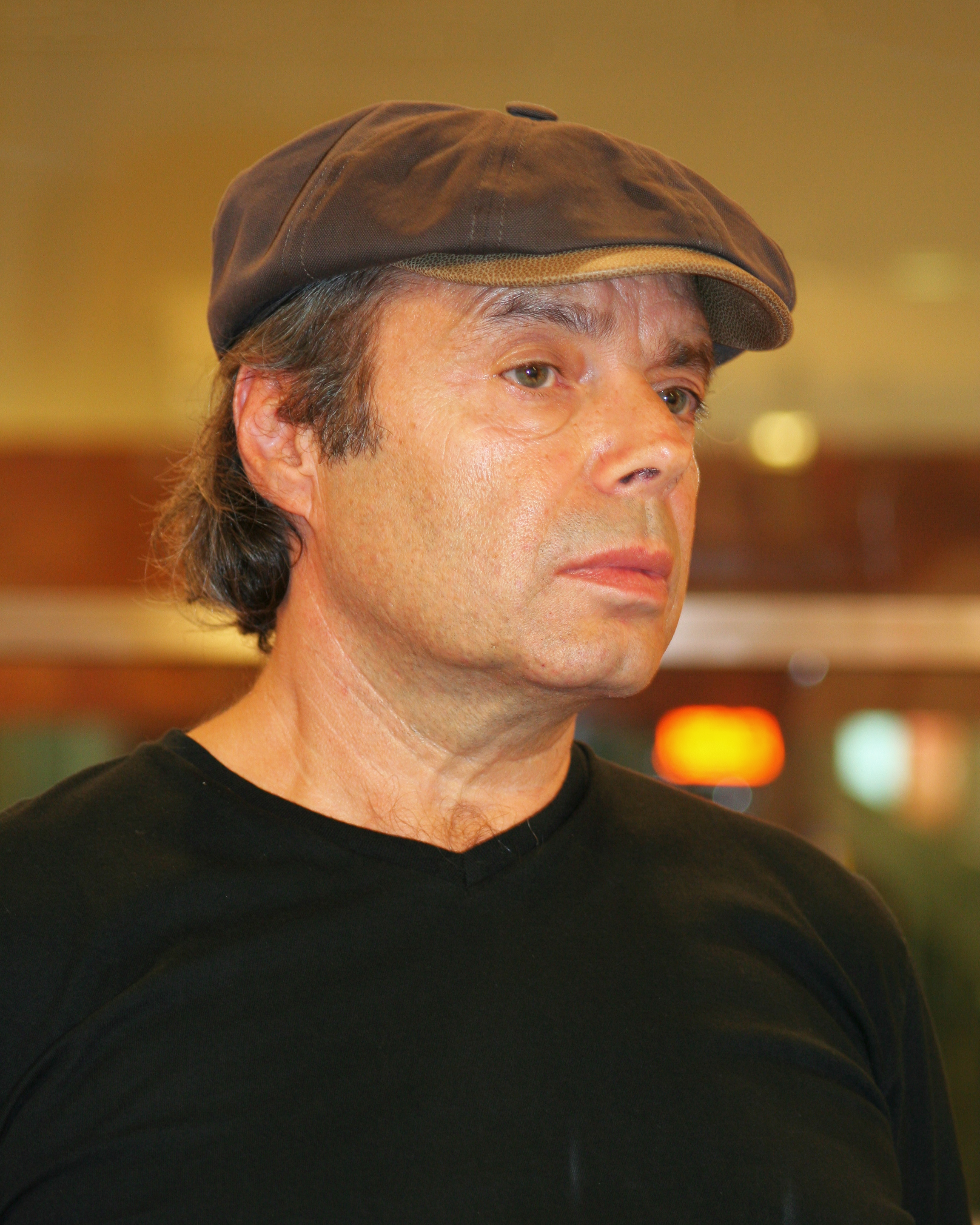
Philippe Djian, 2009

Philippe Djian (París, 6 de junio de 1949) es un escritor francés de ascendencia armenia, principalmente conocido por su novela de 1985 37˚2 le matin (37'2˚ al amanecer). En 2012 fue galardonado con el premio Interallié por su novela "Oh…", publicada en 2012.
Graduado en la École Supérieure de Journalisme de Paris, Djian pasó un periodo de vagabundeo y trabajos varios antes de publicar un volumen de cuentos, 50 contre 1 (1981), y luego las novelas Bleu comme l'enfer (1982) y Zona erogene (1984). El reconocimiento le llegaría con sus novelas posteriores 37°2 le matin (1985), Maudit Manège (1986), Echine (1988), Lent dehors (1991), Sotos (1993), y Assassins (1994).
Varias de sus novelas fueron adaptadas al cine: 37°2 le matin (Betty Blue, dirigida por Jean-Jacques Beineix) y "Oh…" (Elle, de Paul Verhoeven) entre otras. También coescribió el guion de Ne fais pas ça (2004) de Luc Bondy.
El presentador de televisión Antoine de Caunes le presentó al cantante suizo Stephan Eicher. Los dos hombres se hicieron amigos y Djian se convirtió en el escritor de las letras de Eicher, al menos para las canciones en francés.
Djian se mudó con frecuencia (de Boston a Florencia). Hoy vive en Biarritz y escribe una novela cada período de 18 meses en promedio. Con Doggy Bag, escrito en 2005, comenzó una serie de 6 temporadas literarias inspiradas en series de televisión estadounidenses.

## Obras

### Novelas
- Bleu comme l'enfer (1983)
- Zone érogène (1984) (Zona erógena, Barcelona, Plaza & Janés, 1988)
- 37˚2 le matin (1985) (37'2˚ al amanecer, Barcelona, Plaza & Janés, 1989)
- Échine (1988) (Espinazo, Barcelona, Plaza & Janés, 1990)
- Lent dehors (1991)
- Sotos (1993)
- Vers chez les blancs (2000) (¿Por qué no un porno?, Barcelona, Editorial Diagonal/Grup 62, 2001)
- Impardonnables (2009)
- Incidences (2010) (Los incidentes, Logroño, Fulgencio Pimentel, 2021)
- Vengeances (2011)
- "Oh…" (2012) («Oh…», Logroño, Fulgencio Pimentel, 2018)
- Love Song (2013)
- Chéri-Chéri (2014)
- Dispersez-vous, ralliez-vous! (2016)
- Marlène (2017)

### Cuentos
- 50 contre 1 (1981)
- Crocodiles (1989)
- Lorsque Lou (1992)
- Contes de Noël (1996)
- Mise en bouche (2003)

## Adaptaciones de sus novelas al cine
- 1986: Bleu comme l'enfer, película francesa dirigida por Yves Boisset, adaptación de la novela homónima.
- 1986: 37°2 le matin, película francesa dirigida por Jean-Jacques Beineix, adaptación de la novela homónima.
- 2011: Impardonnables, película francesa dirigida por André Téchiné, adaptación de la novela homónima.
- 2013: L'amour est un crime parfait, película franco-suiza dirigida por Arnaud et Jean-Marie Larrieu, adaptación de la novela Incidences.
- 2016: Elle, película germano-francesa dirigida por Paul Verhoeven, adaptación de la novela "Oh…".